# Alstom Metropolis

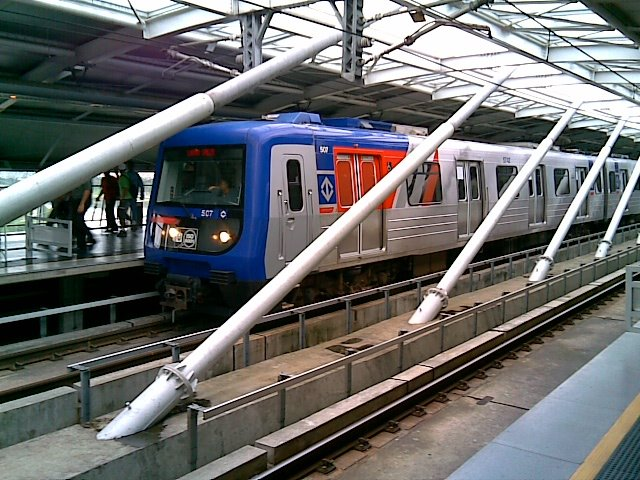
Trem da Linha 5-Lilás do Metrô de São Paulo, Alstom Metropolis.

O Alstom Metropolis é uma família de TUEs, fabricados em conjunto pela empresa francesa Alstom, pela espanhola CAF e pela alemã Siemens
Atualmente, o modelo é utilizado pelo Metrô de São Paulo nas linhas 1–Azul, 3–Vermelha (Frota G) e 5–Lilás (Frota F).
Também está presente no Trem Metropolitano de São Paulo como Série 2070 e Série 9000, na (Linha 12–Safira).

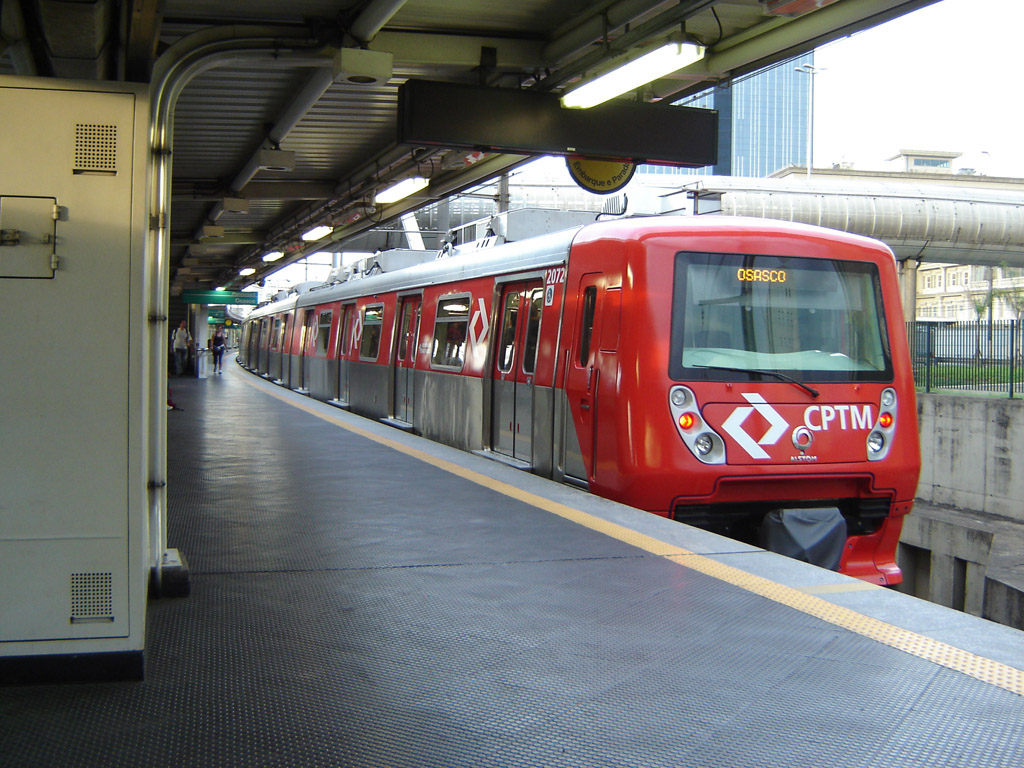
Série 2070 em operação pela Linha 9-Esmeralda.

## Ver Também
- Frota do Metrô de São Paulo
- Frota do Trem Metropolitano de São Paulo